# Retábulo dos Reis Magos
O Retábulo dos Reis Magos, também designado por Retábulo de Antuérpia, é um retábulo misto de escultura e pintura, em tríptico, sendo a peça central uma cena escultórica em madeira e os dois painéis laterais duas pinturas a óleo sobre madeira pintadas de ambos os lados presumivelmente na década de 1520 em Oficina de Antuérpia de que se desconhece a identidade e que se destinou a decorar a Capela dos Reis Magos, na localidade de Estreito da Calheta, onde ainda se encontra.

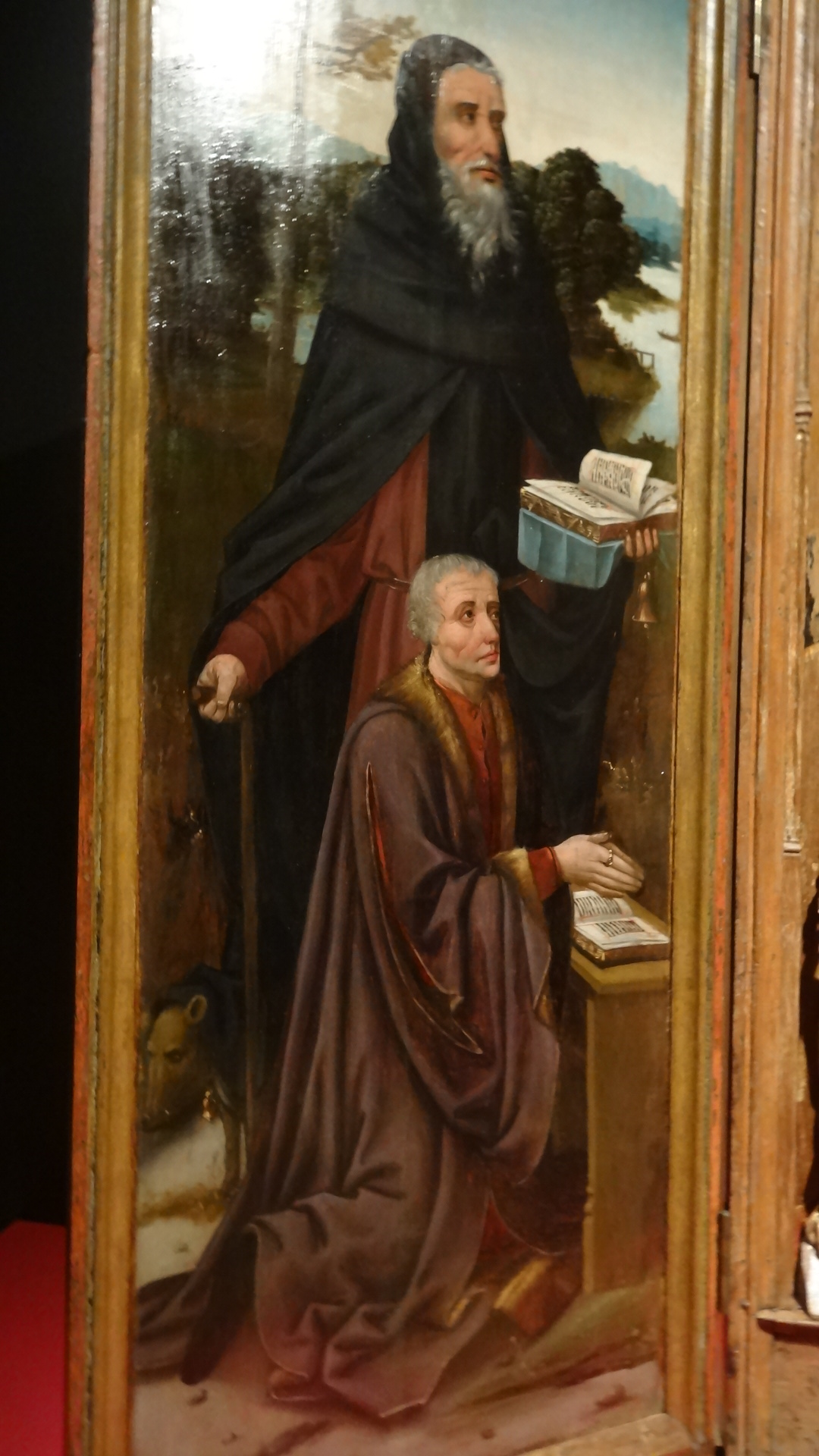
S. Antão Abade e Doador (c. 1520-30), anverso do painel esquerdo do Retábulo dos Reis Magos, de Oficina de Antuérpia

O Retábulo dos Reis Magos é uma notável peça do património madeirense que ainda se encontra no local para onde foi encomendada pela família dos instituidores, uma modesta capela que nos evoca o tipo de construções religiosas do início da economia açucareira, sendo uma das poucas peças de arte de origem flamenga que não se encontram no Museu de Arte Sacra do Funchal.

## Descrição
O Retábulo dos Reis Magos quando está aberto apresenta no centro um conjunto escultórico em madeira, em baixo relevo, dourado e policromado, com a cena da Adoração dos Reis Magos composta em pirâmide.
A ladear esta peça central estão dois volantes em que estão representados o casal de doadores, vendo-se no lado esquerdo Francisco Homem de Gouveia sob a proteção de S. Antão Abade, e no lado direito, D. Isabel Afonso sob a proteção de S. Francisco de Assis.
Os volantes quando fechados apresentam uma Anunciação, dado que no verso de um deles está representada a Virgem Maria e no outro o Arcanjo S. Gabriel. O conjunto é rematado na base por uma predela recortada, com a cena central representando uma Verónica sustentando o véu, tendo à esquerda a cena da Lamentação e à direita Santo António e São Bartolomeu Apóstolo.
Ignace Vandevivere, professor da Universidade de Louvain-la-Neuve, e a conservadora-restauradora madeirense Ana Paula Abrantes, publicaram um estudo, em 1971, sobre este Retábulo misto de uma oficina de Antuérpia, Retábulo que ainda hoje se encontra no altar-mor da pequena Capela dos Reis Magos para decoração da qual foi adquirido.

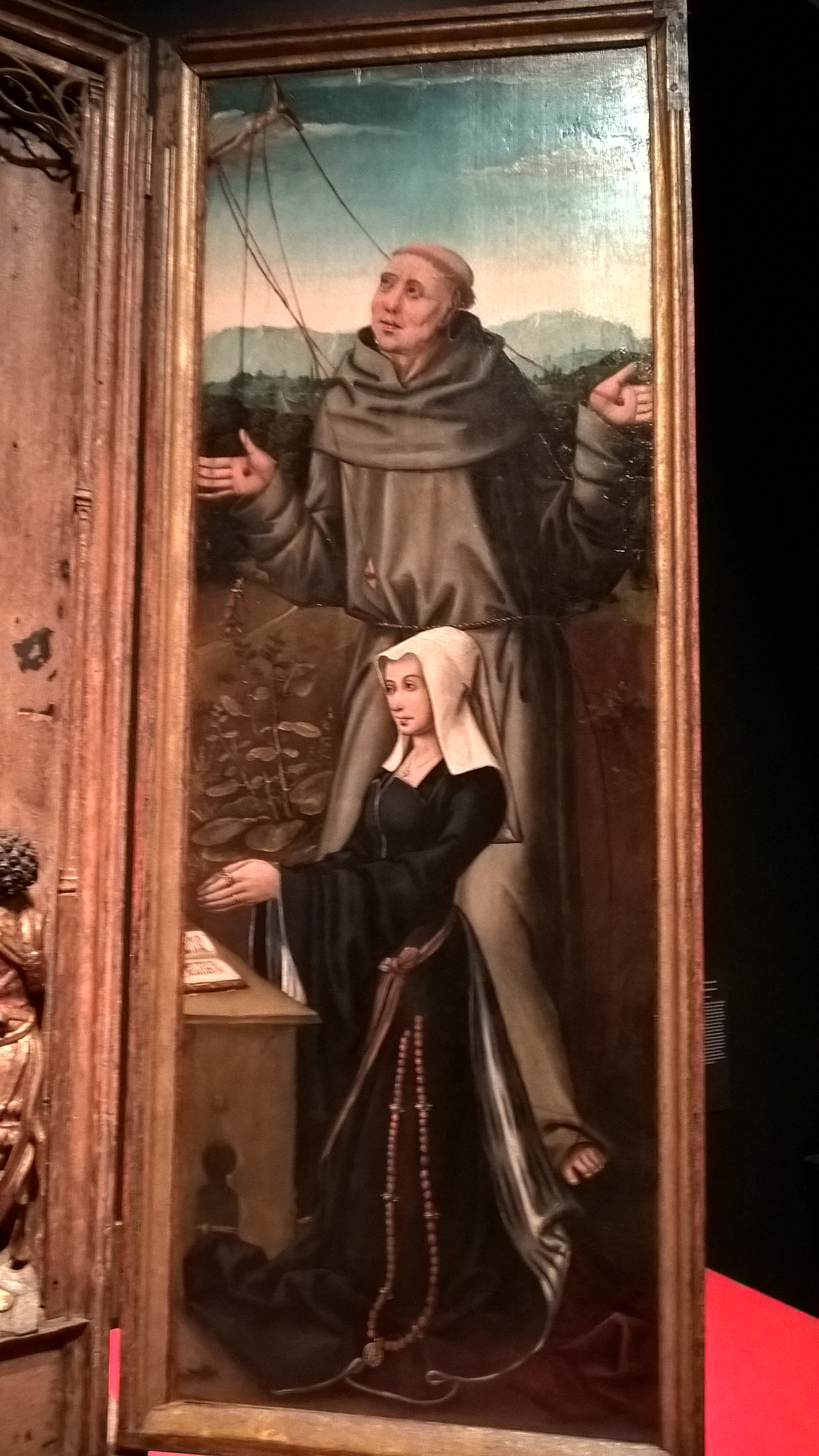
S. Francisco de Assis e Doadora (c. 1520-30), anverso do painel direito do Retábulo dos Reis Magos, de Oficina de Antuérpia

## Capela dos Reis Magos
A capela dos Reis Magos foi instituída por Francisco Homem de Gouveia e sua mulher, D. Isabel Afonso, em 1529, conforme testamento. A capela foi imposta nos bens da terça do casal e edificada junto da sua casa de morada, com obrigação de três missas rezadas cada semana, e anualmente uma missa cantada no dia de reis e três alqueires de pão cozido oferecido aos pobres. A administração desta capela passou para os filhos dos fundadores, Gaspar Homem e Francisco Homem, o “moço”, e desde inícios de seiscentos esteve nas mãos dos governadores do Porto Santo.
É um templo de cunho popular, cuja construção arquitetónica é semelhante a muitas outras ermidas edificadas no arquipélago da Madeira ao longo do primeiro século do povoamento.
No seu interior destaca-se o tecto original, com uma estrutura simples de modelo hispano mourisco de alvenaria de alfarge, e o retábulo primitivo, “Tríptico dos Reis Magos”, obra quinhentista de oficina da Antuérpia, e modelo raro por apresentar uma composição mista, escultura e pintura, hoje integrado num altar já do século XVIII.
A Capela do Reis Magos está classificada como imóvel de interesse público (1940).

## Galeria
Imagens dos reversos dos dois painéis laterais do Retábulo dos Reis Magos, que em conjunto representam a Anunciação, e da Predela:

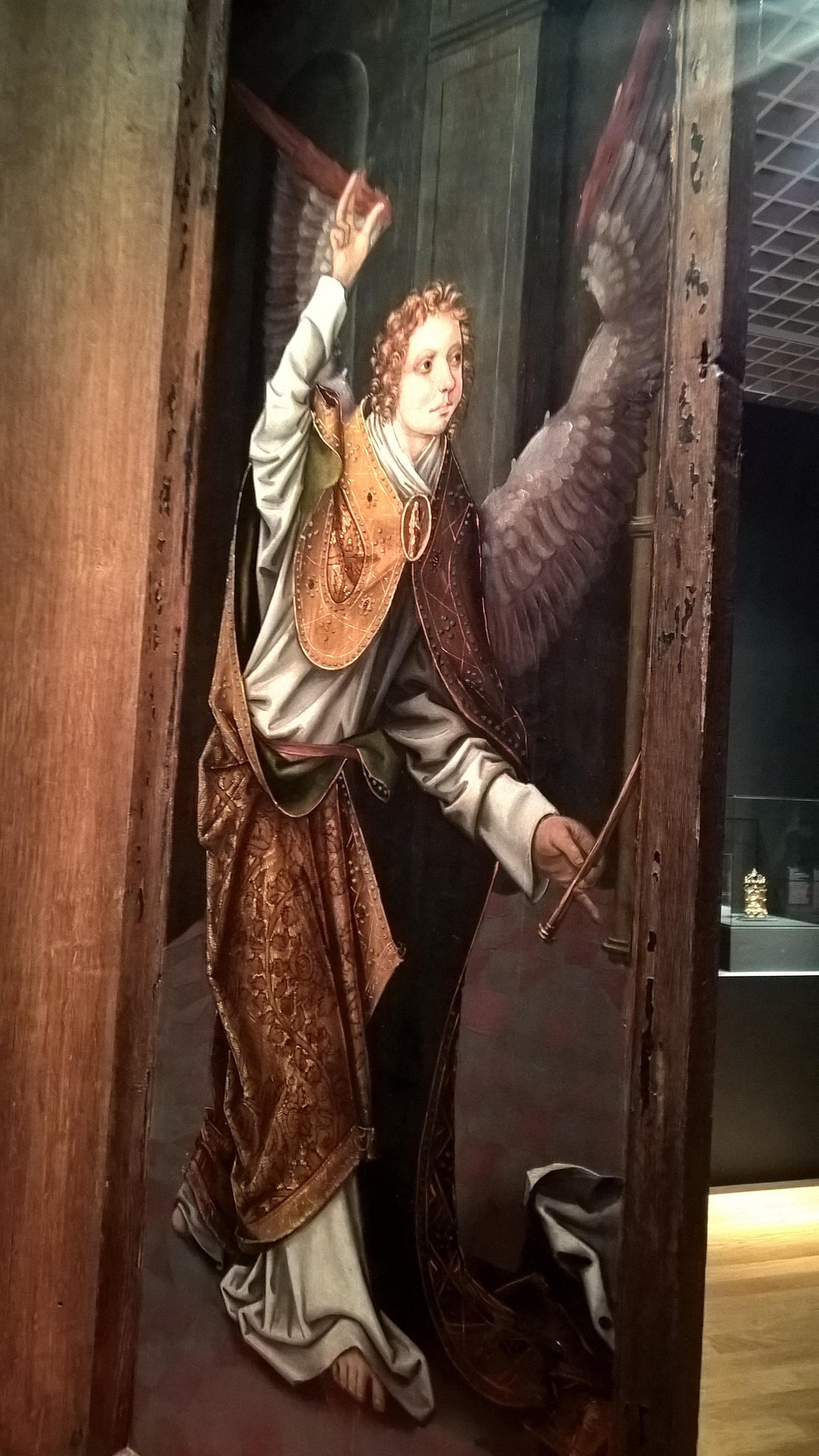
Arcanjo S. Gabriel (c. 1520-30), reverso do painel esquerdo do Retábulo dos Reis Magos, de Oficina de Antuérpia
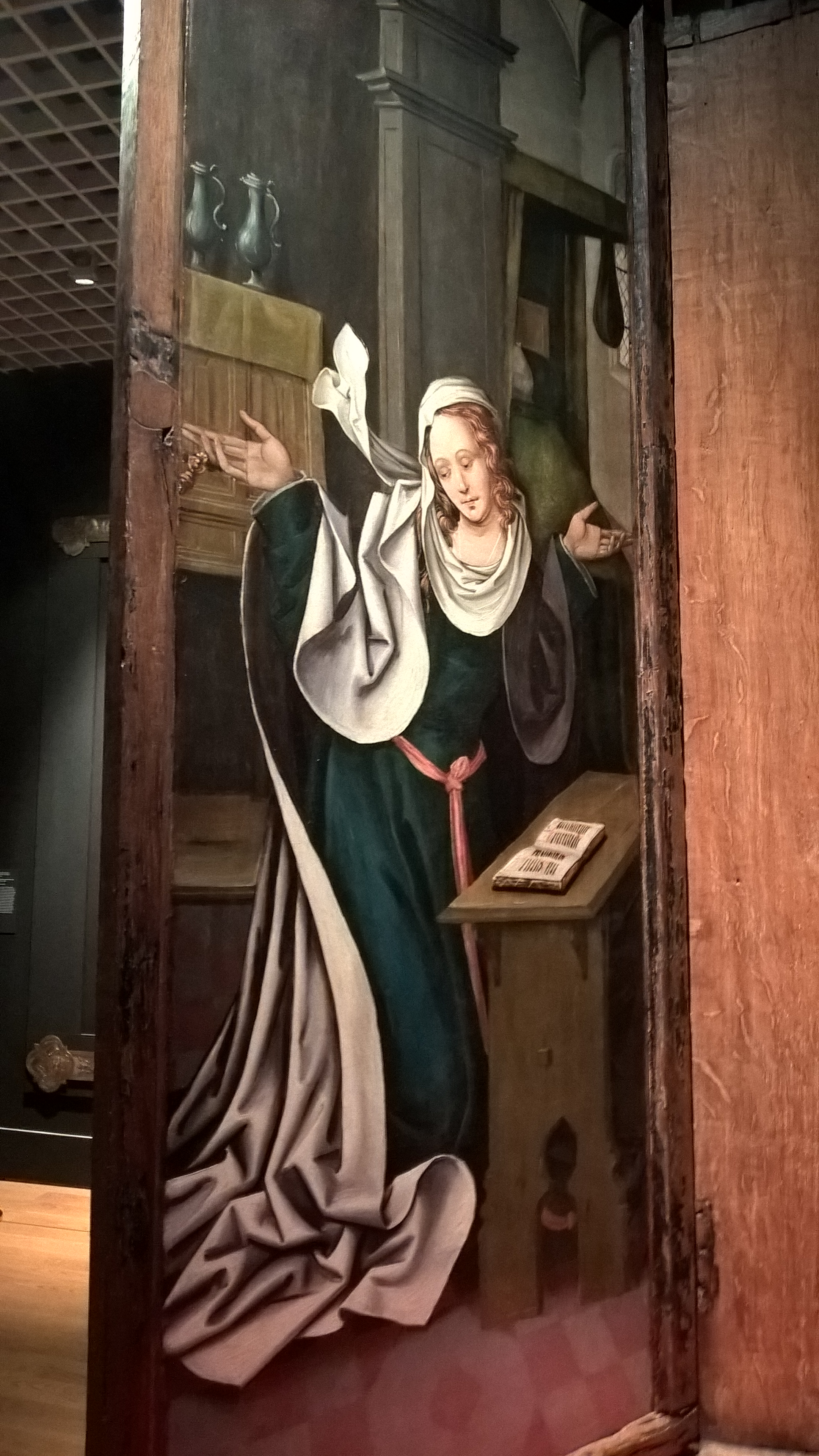
Virgem Maria (c. 1520-30), reverso do painel direito do Retábulo dos Reis Magos, de Oficina de Antuérpia
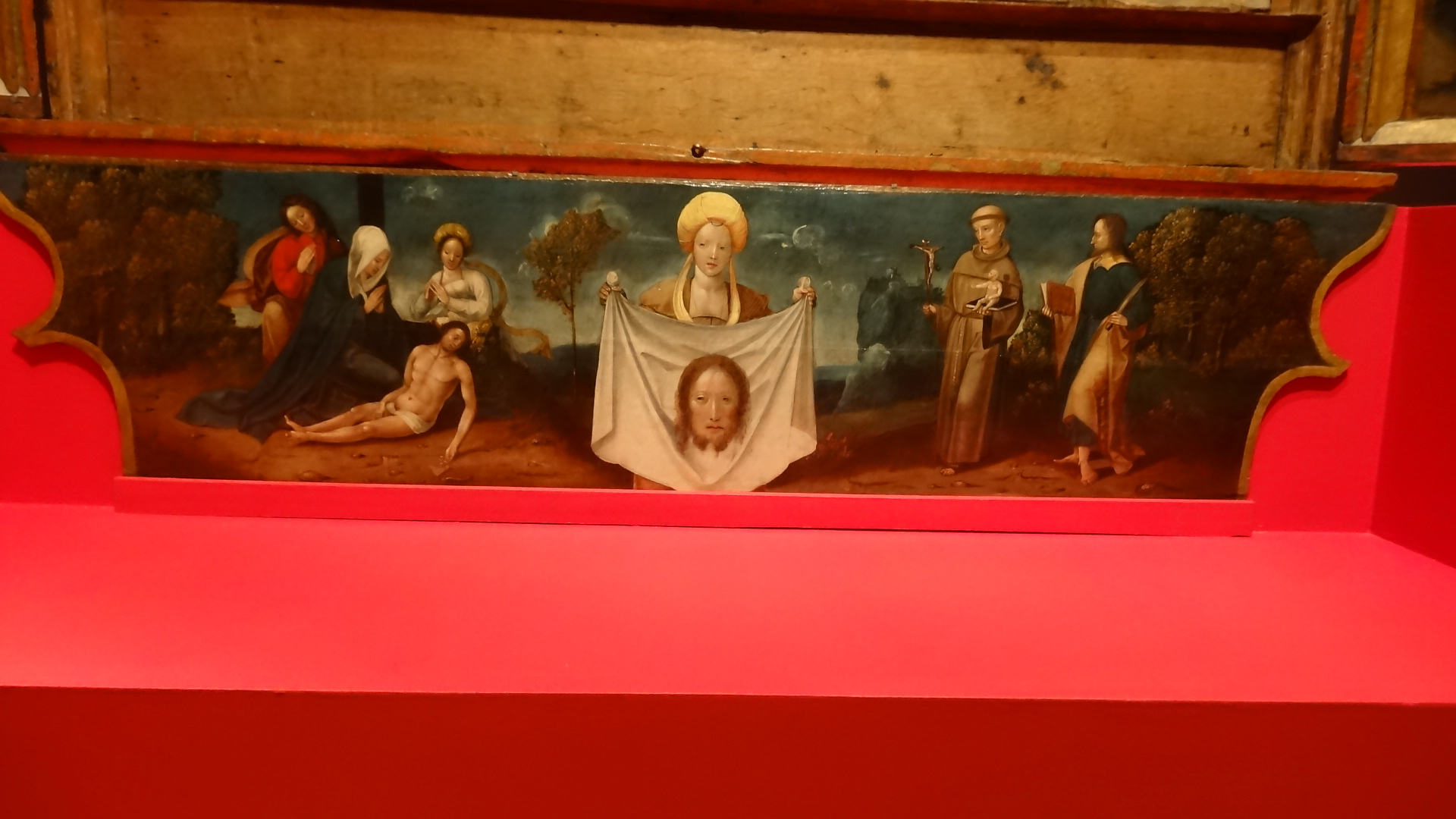
Predela do Retábulo dos Reis Magos